# Rokitamicina
La rokitamicina è un antibiotico macrolide semisintetico con anello a 16 atomi ed attività ed impiego simili a quelli dell'eritromicina. Il farmaco è stato sintetizzato per la prima volta nel 1981 a partire da un macrolide prodotto da un ceppo di Streptomyces kitasatoensis.

## Farmacodinamica
In vitro è stata testata la sensibilità di diversi germi all'antibiotico. Rokitamicina è risultata attiva nei confronti di batteri gram-negativi, ad esempio Haemophilus influenzae, Neisseria gonorrhoeae, Bordetella pertussis, Legionella pneumophila, Campylobacter e gram-positivi, anche produttori di b-lattamasi, come ad esempio pneumococchi, streptococchi, stafilococchi, peptococchi, peptostreptococchi, corinebatteri, clostridi, aerobi e anaerobi.

In uno studio effettuato a Parma su dei batteri Gram positivi isolati da campioni di pazienti ambulatoriali la rokitamicina si è dimostrata superiore all'eritromicina e ad altri macrolidi con ciclo a 14,15 e 16 atomi.
Inoltre la resistenza ad altri macrolidi non sempre è condivisa dalle molecole con anello a 16 termini. Per questo motivo la rokitamicina può essere attiva anche su ceppi resistenti all'eritromicina.
Sebbene la classe dei macrolidi sia piuttosto omogenea quanto a struttura chimica spettro e meccanismo d'azione, l'introduzione di modifiche chimiche ne può variare caratteristiche come la farmacocinetica o l'attività su ceppi resistenti.
Il farmaco è attivo anche nei confronti di Ureaplasma, Mycoplasma pneumoniae, Clamidia. La rokitamicina, come gli altri macrolidi, agisce legandosi alla subunità 50S del ribosoma batterico con conseguente blocco della formazione del complesso necessario per la sintesi proteica e inibizione dell'aminoacil transferasi (blocco dell'allungamento della catena proteica).

## Farmacocinetica
La rokitamicina dopo somministrazione orale è ben assorbita dal tratto gastrointestinale, si distribuisce rapidamente nei tessuti biologici raggiungendo concentrazioni terapeuticamente valide ed è convertita a metaboliti ancora dotati di attività antibatterica. La concentrazione plasmatica massima si registra a distanza di circa 30 minuti dall'assunzione. L'emivita di eliminazione è di 2 ore circa. Il farmaco viene eliminato con la bile e solo una piccola quantità (1-2%) viene eliminata per via urinaria.

## Tossicità
La DL50 di rokitamicina nel topo e nel ratto è maggiore di 4000 mg/kg per os, sottocute e per via intraperitoneale. La DL50 nel cane è superiore a 360 mg/kg per os.

## Usi clinici
La rokitamicina è utilizzata nel trattamento di affezioni delle vie respiratorie quali tonsilliti, faringolaringiti, bronchiti, broncopolmoniti, polmoniti. Trova impiego inoltre nelle infezioni periodontali, otite esterna e media, sinusite. È infine indicata nel trattamento di molte infezioni dei tessuti molli, quali follicoliti,cellulite, erisipela, linfoadeniti, idrosadeniti ed ascessi sottocutanei. In letteratura vi sono molte segnalazioni circa la sua efficacia nel trattamento delle infezioni genitali delle donne ed uretriti sostenute da Clamidia e Mycoplasma.

## Dosi terapeutiche
Nell'adulto la rokitamicina viene somministrata, preferibilmente a stomaco vuoto, alla dose di 0,6-1,2 g al giorno in dosi refratte. Nel bambino la dose suggerita è di 20–30 mg/kg al giorno. Il farmaco può essere diluito in acqua, latte o succo di frutta. Le dosi dovrebbero essere ridotte in caso di insufficienza epatica.

## Effetti collaterali ed indesiderati
Occasionalmente si possono verificare prurito, orticaria, porpora, neutropenia e agranulocitosi, nausea, vomito, gastralgia, diarrea, distensione addominale. In alcuni pazienti si possono osservare alterazioni della funzionalità epatica, in particolare aumento delle AST ed ALT.

## Controindicazioni
Il farmaco è controindicato nei soggetti con ipersensibilità nota al principio attivo. La sicurezza della rokitamicina nelle donne gravide non è stata stabilita, pertanto in corso di gravidanza e durante l'allattamento la rokitamicina dovrebbe essere somministrata solo in caso di reale necessità.